# Capitán Bado (Paraguay)
Capitán Bado es un distrito paraguayo del departamento de Amambay, ubicado a 426 km de Asunción. Fue fundado el 25 de julio de 1914 durante el gobierno de Eduardo Schaerer. Se extiende en la Cordillera del Amambay.

## Toponimia
Su nombre es en honor al capitán José Matías Bado (1843 - 1868), un importante militar paraguayo que durante la Guerra de la Triple Alianza se destacó por sus misiones arriesgadas de tipo comando, donde se infiltraba detrás de las líneas enemigas para espiar o secuestrar centinelas con el fin de obtener información. Luego de una batalla fue capturado como prisionero y trataron de convencerlo para cambiar de bando, pero prefirió quitarse la vida antes que traicionar a su patria.

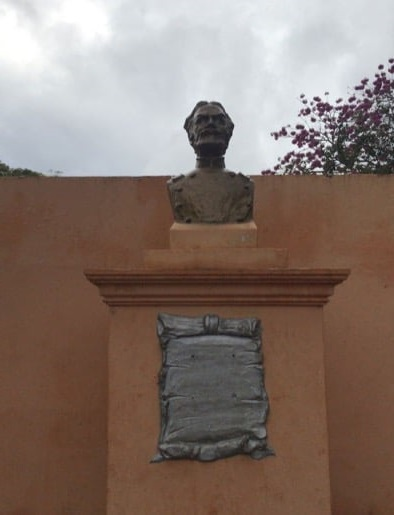
Busto del capitán José Matías Bado.

Antes la localidad era conocida como «Ñu Verá», que significa «Campo brillante» en idioma guaraní.

## Historia

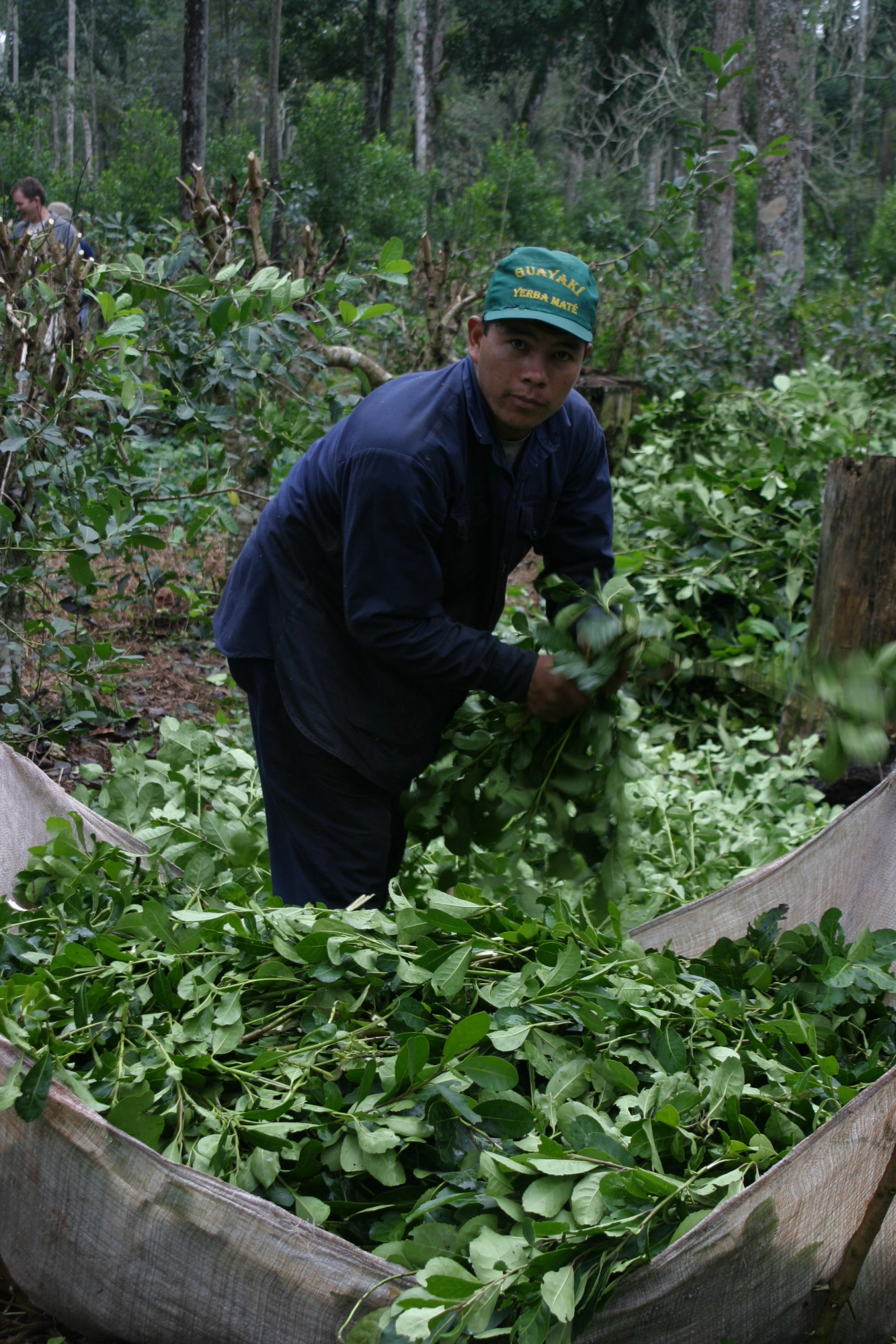
Capitán Bado creció en torno al cultivo de la yerba mate.

Fundada el 25 de julio de 1914 en los tiempos del presidente Eduardo Schaerer. Originalmente, la localidad llevaba el nombre de «Ñu Porá». Capitán Bado siempre fue considerada como una ciudad geopolíticamente estratégica dada su condición fronteriza, es por ello que allí se asienta un destacamento militar de la Caballería.
Capitán Bado está situada en la Cordillera del Amambay, fundada en 1914, conocida antes como Ñu Verá, sus primeros habitantes eran trabajadores de la empresa brasileña ubicada en la región «Mate Larangeira» que por más de un siglo tuvo el monopolio de la explotación yerbatera en la región. La fiesta patronal de la ciudad de Capitán Bado es el 19 de marzo, día en que se recuerda a San José.

## Geografía
Ubicada a 110 km de Pedro Juan Caballero, esta ciudad fronteriza marca parte del límite entre Paraguay y Brasil. Se extiende al pie de la Cordillera del Amambay y sólo una calle la separa de la ciudad brasileña de Coronel Sapucaia.
En Capitán Bado nace el río Aguaray y da origen a los 11 saltos que llevan el mismo nombre, el más alto del país tiene 88 metros, ubicado en la Estancia Pirú, a 36 km del centro de la localidad. El río Ypané baña el territorio del distrito.

## Clima
Debido a que la altura del Amambay es mayor que la de otros departamentos, el clima es muy agradable aunque el calor se ha incrementado en los últimos años debido al acelerado desmonte de la región oriental del Paraguay. La temperatura media es de 21 °C, la máxima en verano 35 °C y la mínima en invierno, 1 °C. En los meses de enero a marzo, las lluvias son abundantes, lo que otorga al suelo mucha fertilidad.

## Demografía
Capitán Bado cuenta con 18.851 habitantes según el censo paraguayo de 2022. En el distrito se asientan muchos ciudadanos brasileños que tienen actividad comercial en la frontera. También se mantiene un flujo migratorio constante de paraguayos hacia la vecina ciudad del Brasil con el mismo móvil; el comercio fronterizo. Es común que los pobladores hablen tres idiomas: el castellano, el guaraní y el portugués.

## Economía
La principal actividad económica de la población de Capitán Bado es la agricultura. Se destacan el cultivo de yerba mate y de productos de autoconsumo como frutas y hortalizas. Asimismo, se da a gran escala la explotación forestal y el aserrado y posterior exportación de rollos de madera; lo cual se ha venido dando sin un control adecuado; razón por la cual el distrito ha alcanzado altísimos niveles de deforestación. En la ciudad existen importantes aserraderos así como silos y molinos yerbateros.
Los habitantes se dedican también a actividades comerciales locales y de importación y exportación. La “Avenida Internacional” es el límite fronterizo con la ciudad de Coronel Sapucaia en Brasil. En el plano de la economía informal también se destaca la producción del cáñamo índico o Marihuana, dado que se encuentra en la provincia de Amambay, la cual concentra el 75% del total de las 5.000 hectáreas de la superficie de este cultivo en el Paraguay.

## Turismo

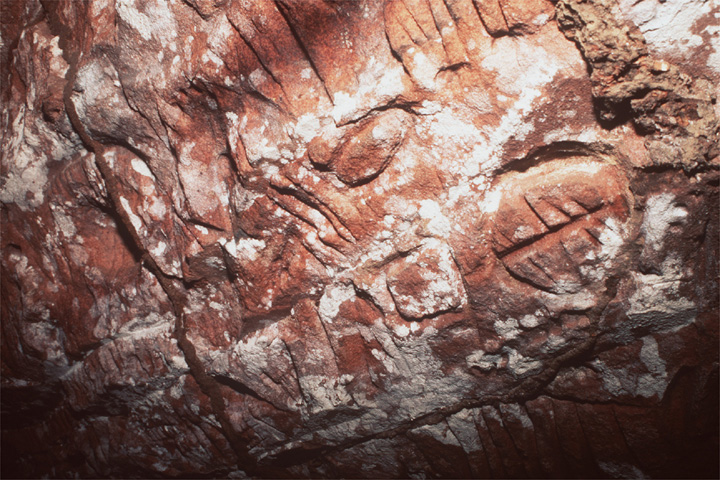
Inscripciones rupestres de cavernas en Capitán Bado.

Tal vez el mayor de los atractivos turísticos sea el histórico. En cavernas ubicadas en el Cerro Guazú de Capitán Bado se encuentran inscripciones rupestres o jeroglifos que, según algunos investigadores, tienen origen nórdico, de entre 10.000 y 17.000 años de antigüedad. Este tesoro arqueológico aún aguarda un análisis arqueológico más exhaustivo y una política de protección patrimonial adecuada para su conservación.
Las Cordilleras del Amambay y el Cerro Guasú están cargadas de un sentido mítico, dado este último es considerado por la tribu de los Paí tavyterás como el centro de la tierra. El Bosque de Pira´y, de 15.000 ha, ubicado en la misma cordillera, cuenta con una densa y tupida vegetación y es el hábitat del famoso pájaro campana inmortalizado en una canción para el arpa por el recordado compositor y arpista paraguayo Félix Pérez Cardozo. Entre los lugares turísticos de Capitán Bado están los saltos del Río Aguaray Guasú, de imponente belleza natural.

## Acceso
Se llega hasta esta localidad por medio de la Ruta PY11, la cual empalma con la Ruta PY17. A diario salen de la terminal de Asunción y Pedro Juan Caballero buses que alcanzan la localidad de Capitán Bado. De esta ciudad parten con regularidad unidades de transporte público hacia distritos vecinos y compañías locales.